# Лабет (Канзас)
Лабет (енгл. Labette) град је у америчкој савезној држави Канзас.

## Демографија
По попису из 2010. године број становника је 78, што је 10 (14,7%) становника више него 2000. године.
| Група             | 2000.       | 2010.      |
| Белци             | 68 (100,0%) | 77 (98,7%) |
| Афроамериканци    | 0 (0,0%)    | 0 (0,0%)   |
| Азијати           | 0 (0,0%)    | 0 (0,0%)   |
| Хиспаноамериканци | 0 (0,0%)    | 0 (0,0%)   |
| Укупно            | 68          | 78         |